# Línea 225 (Interurbanos Madrid)
La línea 225 de la red de autobuses interurbanos de Madrid unía Alcalá de Henares con Torrejón de Ardoz. Fue suprimida el 15 de enero de 2013, junto con la línea 225A, y su recorrido fue absorbido por la línea 824.

## Características
Esta línea unía los centros de ambas localidades en aproximadamente 25 min a través de las antiguas travesías (M-300 y avenida de la Constitución).
Estaba operada por la empresa ALSA mediante concesión administrativa del Consorcio Regional de Transportes de Madrid.

### Frecuencias
| Lunes a viernes laborables |           |
| A 6:30 - 7:00              |           |
| De 7:30 a 21:30            | cada hora |
| A 22:00                    |           |
| Fin de semana y festivos   |           |
| De 7:30 a 22:30            | cada hora |

| Lunes a viernes laborables |           |
| De 6:30 a 20:30            | cada hora |
| A 21:00 - 21:30            |           |
| 22:00                      |           |
| Fin de semana y festivos   |           |
| De 7:00 a 22:00            | cada hora |

### Material móvil
Setra S419UL

## Recorrido y paradas

### Sentido Torrejón de Ardoz
La línea iniciaba su recorrido en la estación de autobuses de Alcalá de Henares, en la avenida de Guadalajara, en este punto se establecía correspondencia con líneas urbanas e interurbanas.
Desde la avenida de Guadalajara se incorporaba a la Vía Complutense, que tomaba en dirección sur saliendo de Alcalá de Henares por la avenida del Ejército (2 paradas), al final de la cual salía a la carretera M-300 (1 parada), por la que salía del casco urbano de Alcalá de Henares para acercarse a Torrejón de Ardoz.
Al final de la carretera M-300, la línea tomaba la avenida de la Constitución de Torrejón de Ardoz, en la que tenía 6 paradas, siendo la última en la terminal de autobuses de la plaza de España, donde tenía su cabecera.
| Parada                          | Ubicación                     | Parada común con: | Enlaces                                | Municipio         | Zona |
| ------------------------------- | ----------------------------- | ----------------- | -------------------------------------- | ----------------- | ---- |
| Terminal Continental Auto       | Avda. de Guadalajara, 3       | 2 6               | 223, 231, 232, 250, 251, 252, 254, 255 | Alcalá de Henares |      |
| Glorieta Puerta Madrid          | Avda. del Ejército, s/n       | 223 225A          |                                        | Alcalá de Henares |      |
| Terminal Continental Auto       | Avda. del Ejército, 2         | 223 225A          |                                        | Alcalá de Henares |      |
| Ibelsa                          | Ctra. M-300, km. 30           | 223 225A 229      |                                        | Alcalá de Henares |      |
| Polígono industrial             | Avda. de la Constitución, 219 | 225A 1            |                                        | Torrejón de Ardoz |      |
| Frente a Restaurante Quirós     | Avda. de la Constitución, 188 | 224 225A 824 1    |                                        | Torrejón de Ardoz |      |
| Frente al nº140 pasado c/Juncal | Avda. de la Constitución, 201 | 224 225A 824 6    |                                        | Torrejón de Ardoz |      |
| Frente al nº122                 | Avda. de la Constitución, 169 | 224 225A 824 6    |                                        | Torrejón de Ardoz |      |
| Semiesquina c/Roma              | Avda. de la Constitución, 143 | 224 225A 824 6    |                                        | Torrejón de Ardoz |      |
| Enclave 5 - Trasera             | Avda. de la Constitución, 19  |                   | Torrejón de Ardoz                      | Torrejón de Ardoz |      |

### Sentido Alcalá de Henares
El recorrido de vuelta era igual al de ida con algunas salvedades:
- Tenía una parada más en la avenida de la Constitución.
- Tenía una parada más en la carretera M-300.
- Circulaba por la avenida de Madrid en lugar de por la avenida del Ejército, con el mismo número de paradas.
- Tenía 1 parada en la Vía Complutense que no existía en la ida.

| Parada                       | Ubicación                     | Parada común con: | Enlaces                                | Municipio         | Zona |
| ---------------------------- | ----------------------------- | ----------------- | -------------------------------------- | ----------------- | ---- |
| Enclave 5 - Trasera          | Avda. de la Constitución, 19  |                   | Torrejón de Ardoz                      | Torrejón de Ardoz |      |
| Esquina ctra. Loeches        | Avda. de la Constitución, 82  | 224 225A 824 6    |                                        | Torrejón de Ardoz |      |
| Frente a c/Roma              | Avda. de la Constitución, 98  | 224 225A 824 6    |                                        | Torrejón de Ardoz |      |
| Frente a Hostal              | Avda. de la Constitución, 126 | 224 225A 824 6    |                                        | Torrejón de Ardoz |      |
| Esquina c/Circunvalación     | Avda. de la Constitución, 148 | 224 225A 824 6    |                                        | Torrejón de Ardoz |      |
| Polígono industrial          | Avda. de la Constitución, 188 | 224 225A 824 1    |                                        | Torrejón de Ardoz |      |
| Junto a Tompla               | Avda. de la Constitución, 210 | 225A 1            |                                        | Torrejón de Ardoz |      |
| Zanussi                      | Ctra. M-300, km. 30           | 223 225A 229      |                                        | Alcalá de Henares |      |
| Fiat España                  | Ctra. M-300, km. 28,7         | 223 225A          |                                        | Alcalá de Henares |      |
| Frente a Boots Farmacéuticas | Avda. de Madrid, 36           | 223 225A          |                                        | Alcalá de Henares |      |
| Gasolinera                   | Avda. de Madrid, 28           | 223 225A          |                                        | Alcalá de Henares |      |
| Colegio Calasanz             | Vía Complutense, 24           | 223 225A 5 10 11  |                                        | Alcalá de Henares |      |
| Terminal Continental Auto    | Avda. de Guadalajara, 3       | 2 6               | 223, 231, 232, 250, 251, 252, 254, 255 | Alcalá de Henares |      |